# Camiling
Camiling è una municipalità di prima classe delle Filippine, situata nella Provincia di Tarlac, nella Regione di Luzon Centrale.
Camiling è formata da 61 baranggay:
- Anoling 1st
- Anoling 2nd
- Anoling 3rd
- Bacabac
- Bacsay
- Bancay 1st
- Bancay 2nd
- Bilad
- Birbira
- Bobon 1st
- Bobon 2nd
- Bobon Caarosipan
- Cabanabaan
- Cacamilingan Norte
- Cacamilingan Sur
- Caniag
- Carael
- Cayaoan
- Cayasan
- Florida
- Lasong

- Libueg
- Malacampa
- Manakem
- Manupeg
- Marawi
- Matubog
- Nagrambacan
- Nagserialan
- Palimbo-Caarosipan
- Palimbo Proper
- Pao 1st
- Pao 2nd
- Pao 3rd
- Papaac
- Pindangan 1st
- Pindangan 2nd
- Poblacion A
- Poblacion B
- Poblacion C
- Poblacion D

- Poblacion E
- Poblacion F
- Poblacion G
- Poblacion H
- Poblacion I
- Poblacion J
- Santa Maria
- Sawat
- Sinilian 1st
- Sinilian 2nd
- Sinilian 3rd
- Sinilian Cacalibosoan
- Sinulatan 1st
- Sinulatan 2nd
- Surgui 1st
- Surgui 2nd
- Surgui 3rd
- Tambugan
- Telbang
- Tuec